# زمین‌لرزه ۱۹ جوزای ۱۳۳۵ افغانستان
زمین‌لرزه افغانستان  در تاریخ ۹ ژوئن ۱۹۵۶ میلادی، برابر با ‎۱۹ خرداد ۱۳۳۵، ساعت ۲۳:۱۳:۵۶ به زمان یوتی‌سی در افغانستان رخ داد. ژرفای این زلزله ۳۵ کیلومتر بود. بزرگی آن ۷٫۶ در مقیاس Mw اعلام شده‌است. زمین‌لرزه به وقت محلی در روز یکشنبه، ساعت ۳٫۵ روی داده و منطقه زمانی آن یوتی‌سی +۴٫۵ بوده‌است .
سازمان زمین‌شناسی آمریکا نیز جای این زمین‌لرزه را در مختصات ۳۵°۰۶′شمالی ۶۷°۳۰′شرقی / ۳۵٫۱°شمالی ۶۷٫۵°شرقی و بزرگی آن را برابر با ۷٫۶ در مقیاس ریشتر اعلام کرده‌است. ژرفای گزارش شده از سوی این سازمان ۶۰ کیلومتر است.
تعداد زخمیان ۲۰۰۰ نفر برآورده شده‌است.رانش زمین در آن به وجود آمده‌است.